# 星形肉質軟珊瑚
星形肉質軟珊瑚（学名：Sarcophyton stellatum）为軟珊瑚科肉質軟珊瑚屬下的一个种。